# Bolbec
Bolbec település Franciaországban, Seine-Maritime megyében. Lakosainak száma 11 618 fő (2022. január 1.). Bolbec Gruchet-le-Valasse, Lanquetot, Nointot, Raffetot, Saint-Antoine-la-Forêt, Saint-Eustache-la-Forêt és Saint-Jean-de-la-Neuville községekkel határos.

## Népesség
A település népességének változása:
| Lakosok száma | 11 551 | 11 679 | 11 610 | 11 417 | 11 605 | 11 610 | 11 551 | 11 635 | 11 618 |
|               | 2013   | 2015   | 2016   | 2017   | 2018   | 2019   | 2020   | 2021   | 2022   |